# Yarichin Bitch Club
Yarichin Bitch Club (japonês: ヤリチン☆ビッチ部, Hepburn: Yarichin Bitchi-bu) é uma série japonesa de web mangá escrita e ilustrada por Ogeretsu Tanaka. O mangá tem sido publicado por conta própria no Pixiv desde 2012 e, em 2016, recebeu uma publicação impressa pela Gentosha.
Em 2018, dois OVAs foram pulicados pela Grizzly, lançados em diretamente em DVD.

## Sinopse
Takashi Tōno é um calouro transferido de Tóquio para a Academia Morimori, um internato particular preparatório para a faculdade localizado nas montanhas. Quando chega, ele faz amizade com Kyōsuke Yaguchi, membro do clube de futebol, e convida Tōno para se juntar a ele. Tono não gosta de esportes, por isso, entra para o clube mais tranquilo de todos: o clube de fotografia. No entanto, o clube de fotografia não é o que parece, já que as obrigações dos membros consistem em fazer sexo com outros alunos e professores da escola.

## Personagens
Takashi Tōno (遠野 高志, Tōno Takashi)
Voz de: Yūsuke Kobayashi
Toono foi transferido de Tóquio para a Academia Morimori devido ao trabalho de seu pai. Entretanto, acabou entrando no Yarichin Bitch Club acreditando que era apenas um clube de fotografia normal. Ele é péssimo em esportes (especialmente em jogos com bola) e fica tímido perto das pessoas, muitas vezes fica chocado com as atividades do clube, frequentemente entrando nelas por acidente.
Yū Kashima (加島 優, Kashima Yū)
Voz de: Daiki Hamano
O segundo novo aluno transferido para a Academia Morimori. Entrou para o clube de fotografia pois gosta de tirar fotos. É bom nos estudos e cresceu em uma família grande. Ele gosta de Toono e finge estar em um relacionamento com o garoto.
Kyōsuke Yaguchi (矢口 恭介, Yaguchi Kyōsuke)
Voz de: Ayumu Murase
Apelidado de “Yacchan”, primo de Kashima e membro do clube de futebol. Yaguchi é o único amigo de Toono de sua classe.
Ayato Yuri (百合 絢斗, Yuri Ayato)
Voz de: Takuya Satō
Um aluno do segundo ano. Ele é versátil, e tem um comportamento muito estranho, falando em frases quebradas, palavras arrastadas e frequentemente fazendo ruídos aleatórios. Apesar disso, é um dos alunos mais inteligentes de toda a escola e está em turmas avançadas.
Yui Tamura (田村 唯, Tamura Yui)
Voz de: Kazuyuki Okitsu (BLCD)
Voz de: Yūki Ono (OVA)
Um estudante do segundo ano que tem um amor não correspondido por Yaguchi. Tem um grande senso de lealdade e gosta de fazer coisas nojentas com as pessoas.
Keiichi Akemi (明美 圭一, Akemi Keiichi)
Voz de: Tsubasa Yonaga
Keiichi Claude Akemi, presidente do Clube e namorado de Itome. Matriculado na Academia Morimori desde o ensino médio, ele é mestiço entre japonês e francês .
Kōshirō Itome (糸目 幸士郎, Itome Kōshirō)
Voz de: Masahiro Yamanaka
Namorado de Akemi, um membro silencioso do clube com personalidade romântica. Normalmente, é ativo, mas é passivo quando faz sexo com Akemi.
Itsuki Shikatani (鹿谷 樹, Shikatani Itsuki)
Voz de: Masatomo Nakazawa
Maníaco por limpeza, com complexo de perseguição e hipocondríaco em relação à maioria das coisas, exceto sexo. Gosta de usar roupas femininas.
Tōru Fujisaki (藤咲 透, Fujisaki Tōru)
Voz de: Kentarō Kumagai
Um estudante do primeiro ano que se torna obcecado por Yuri depois que ele salvou sua vida quando tentou cometer suicídio pulando do telhado da escola.
Matsumura (松村)
Voz de: Daisuke Ono
Professor de química na Academia Morimori, que chantageia Shikatani para fazer sexo com ele.

## Mídia

### Mangá
Yarichin Bitch Club é escrito e ilustrado por Ogeretsu Tanaka, que o postava no Pixiv desde 2012. Em 2016, a webcomic recebeu uma publicação impressa pela Gentosha. Contendo 6 volumes.
No Brasil, o mangá foi licenciado e é publicado pela Planet Manga desde 2023, atualmente com 5 volumes traduzidos.
| N.º | Original               | Original                                                             | Português            | Português         |
| N.º | Data de lançamento     | ISBN                                                                 | Data de lançamento   | ISBN              |
| --- | ---------------------- | -------------------------------------------------------------------- | -------------------- | ----------------- |
| 1   | 24 de março de 2016    | 978-4-344-83631-0 (edição comum) 978-4-344-83632-7 (edição limitada) | 31 de agosto de 2023 | 978-65-259-0970-7 |
| 2   | 24 de maio de 2017     | 978-4-344-83940-3 (edição comum) 978-4-344-83941-0 (edição limitada) | 8 dezembro 2023      | 978-65-259-0497-9 |
| 3   | 21 de setembro de 2018 | 978-4-344-84237-3 (edição comum) 978-4-344-84238-0 (edição limitada) | 16 fevereiro 2024    | 978-65-259-2246-1 |
| 4   | 22 de janeiro de 2021  | 978-4-344-84765-1 (edição comum) 978-4-344-84766-8 (edição limitada) | 1 abril 2024         | 978-65-259-2056-6 |
| 5   | 23 de julho de 2022    | 978-4-344-85073-6 (edição comum)                                     | 28 junho 2024        | 978-65-259-1714-6 |
| 6   | 24 de dezembro de 2024 | 978-4-344-85523-6 (edição comum)                                     | —                    | —                 |

### CD drama
Uma série de dramas em áudio foi lançada em CD pela Ginger Records. O primeiro CD drama foi anunciado com o lançamento do volume 1 do mangá e foi lançado posteriormente em 10 de junho de 2016. O segundo CD foi publicado em 25 de agosto de 2017.

### OVA
Um OVA foi anunciado no AnimeJapan 2018 no estande da Toho. Foi lançado diretamente em DVD em 21 de setembro de 2018, como parte de um conjunto com a edição limitada do volume 3 do mangá. A animação foi feita pela Grizzly, com Ai Yoshimura na direção, Noel Mizuki na composição da série, Koji Haneda no desenho dos personagens, Shūji Katayama na música e Kisuke Koizumi na direção de som. O elenco do CD drama interpretou novamente seus papéis. Um segundo episódio foi lançado em 17 de abril de 2019, como um Blu-ray e DVD separados, intitulado Morimori Version, que também incluía o episódio 1, um mangá exclusivo de 16 páginas de Ogeretsu Tanaka e um CD de drama de áudio. O lançamento doméstico recebeu uma classificação indicativa para maiores de 15 anos.
A música-tema é “Touch You”, de Shiritsu Morimori Gakuen Seishun Danshis, composta por Yuyoyuppe, com letra escrita por Ogeretsu Tanaka, a autora original do mangá. Com os membros do elenco atuando como seus personagens. A música foi lançada como single em 15 de agosto de 2018 e incluiu versões individuais para todos os nove personagens. Em novembro de 2020, Touch You ficou em quarto lugar no Global Viral Top 10 do Spotify nos Estados Unidos e na Inglaterra, depois de ganhar popularidade no TikTok, em parte devido a mash-ups não oficiais com a música “WAP” de Cardi B e Megan Thee Stallion, de 2020.
| N.º | Título                                                         | Dirigido por | Exibição original      |
| --- | -------------------------------------------------------------- | ------------ | ---------------------- |
| 1   | "Episódio 1" Transliteração: "Dai-ichi-wa" (em japonês: 第1話) | Ai Yoshimura | 21 de setembro de 2018 |
| 2   | "Episódio 2" Transliteração: "Dai-ni-wa" (em japonês: 第2話)   | Ai Yoshimura | 17 de abril de 2019    |

## Discografia

### Singles
| Título                                                                                    | Ano  | Pico nas paradas | Vendas       |
| Título                                                                                    | Ano  | JPN              | Vendas       |
| ----------------------------------------------------------------------------------------- | ---- | ---------------- | ------------ |
| "Touch You"                                                                               | 2018 | 27               | - JPN: 2,839 |
| (ちぇりー味)                                                                              | 2018 | 45               | —            |
| (いちご味)                                                                                | 2018 | 59               | —            |
| (ばなな味)                                                                                | 2018 | 50               | —            |
| "—" indica lançamentos que não entraram nas paradas ou não foram lançados naquela região. |      |                  |              |